# Hans Magnus Enzensberger
Hans Magnus Enzensberger (n. 11 noiembrie 1929, Kaufbeuren, Bavaria, Republica de la Weimar – d. 24 noiembrie 2022, München, Germania) a fost un poet și eseist german. Lirica sa politică, cu influență brechtiană, demască suficiența și corupția, cu accente de cinism și satiră.

## Opera
Poezie
- verteidigung der wölfe. Gedichte, 1957
- landessprache. Gedichte, 1960
- Gedichte. Die Entstehung eines Gedichts. 1962
- blindenschrift. Gedichte, 1964
- Mausoleum. 37 Balladen aus der Geschichte des Fortschritts. 1975
- Der Untergang der Titanic. Eine Komödie. Versepos, 1978
- Die Furie des Verschwindens. Gedichte. 1980
- Zukunftsmusik. Gedichte, 1991
- Kiosk. Neue Gedichte. 1995
- Leichter als Luft. Moralische Gedichte. Suhrkamp, 1999
- Die Geschichte der Wolken. 99 Meditationen. 2003
- Rebus. Suhrkamp, 2009, ISBN 978-3-518-42052-2

Eseuri
- Brentanos Poetik. 1961 (Druckfassung der Diss. Erlangen 1955)
- Einzelheiten. Essays, 1962
  - Band 1: Bewusstseins-Industrie
  - Band 2: Poesie und Politik
- Politik und Verbrechen. Essays, 1964
- Deutschland, Deutschland unter anderm. Äußerungen zur Politik. 1967
- Staatsgefährdende Umtriebe. Rede zur Verleihung des Nürnberger Literaturpreises, 1968
- Palaver. Politische Überlegungen 1967–1973. Essays, 1974
- Politische Brosamen. Essays, 1982
- Ach, Europa! Wahrnehmungen aus sieben Ländern. Suhrkamp, 1987
- Mittelmaß und Wahn. Gesammelte Zerstreuungen. 1988
- Die Große Wanderung. Essays, 1992
- Aussichten auf den Bürgerkrieg. Suhrkamp, Frankfurt/M. 1993, ISBN 3-518-40769-4
- Zickzack. Aufsätze, 1997
- Drawbridge Up: Mathematics – A Cultural Anathema / Zugbrücke außer Betrieb: Die Mathematik im Jenseits der Kultur (dt., engl.) Natick, Mass., Peters, 1999
- Nomaden im Regal. Essays. 2003
- Lyrik nervt! Erste Hilfe für gestresste Leser. 2004 (unter dem Pseudonym Andreas Thalmayr)
- Heraus mit der Sprache. Ein bisschen Deutsch für Deutsche, Österreicher, Schweizer und andere Aus- und Inländer. 2005 (unter dem Pseudonym Andreas Thalmayr)
- Schreckens Männer – Versuch über den radikalen Verlierer. Suhrkamp, 2006
- Im Irrgarten der Intelligenz. Ein Idiotenführer. Zürich 2006. (Schriftenreihe der Vontobel-Stiftung. Nr. 1760.)
- Heraus mit der Sprache – Ein bißchen Deutsch für Deutsche, Österreicher, Schweizer und andere Aus- und Inländer. dtv, 2008
- Fortuna und Kalkül – Zwei mathematische Belustigungen. Suhrkamp, 2009
- Sanftes Monster Brüssel oder Die Entmündigung Europas. Suhrkamp, 2011, ISBN 978-3-518-06172-5.

Proză
- Das Verhör von Habana. Prosa, 1970
- Der kurze Sommer der Anarchie. Buenaventura Durrutis Leben und Tod. Roman, 1972
- Der Weg ins Freie. Fünf Lebensläufe. 1975
- Heiss & Kalt. Erotische Erzählungen, 1987 (unter dem Pseudonym Elisabeth Ambras)
- Josefine und ich – Eine Erzählung. 2006
- Schauderhafte Wunderkinder. 2006 (unter dem Pseudonym Linda Quilt)
- Kurt Freiherr von Hammerstein-Equord oder der Eigensinn. Biographie, Suhrkamp, 2008

Teatru
- Diderot und das dunkle Ei. Ein Interview. 1990
- Die Tochter der Luft. Drama, 1992
- Voltaires Neffe. Eine Fälschung in Diderots Manier. 1996

Literatură pentru copii și tineret
- Zupp. cu Gisela Andersch, 1958
- Der Zahlenteufel. Ein Kopfkissenbuch für alle, die Angst vor der Mathematik haben. illustriert von Rotraut Susanne Berner,1997
- Wo warst du, Robert?. Roman, 1998
- Bibs. illustriert von Rotraut Susanne Berner, 2009

Colecții
- Der Fliegende Robert. Gedichte, Szenen, Essays. 1989
- Diderots Schatten. Unterhaltungen, Szenen, Essays. 1994
- Die Elixiere der Wissenschaft. Seitenblicke in Poesie und Prosa. 2002
- Dialoge zwischen Unsterblichen, Lebendigen und Toten. 2004
- Meine Lieblings-Flops, gefolgt von einem Ideen-Magazin. 2010
- Album. 2010

Editor
- Clemens Brentano: Gedichte, Erzählungen, Briefe. (als Hrsg.), 1958
- Die Denunziation des Tourismus. (als Hrsg.) 1959
- Museum der modernen Poesie (als Hrsg.), 1960
- Allerleirauh. Viele schöne Kinderreime. (als Hrsg.) 1961
- Vorzeichen. Fünf neue deutsche Autoren. (als Hrsg.), 1962
- Georg Büchner, Ludwig Weidig: Der Hessische Landbote. Texte, Briefe, Prozeßakten. (als Hrsg.), 1965
- Bartolomé de las Casas: Kurzgefaßter Bericht von der Verwüstung der Westindischen Länder. (als Hrsg.), 1966
- Freisprüche. Revolutionäre vor Gericht. 1970
- Klassenbuch. Ein Lesebuch zu den Klassenkämpfen in Deutschland. (als Mithrsg.), 1972
- Gespräche mit Marx und Engels. 1973
- Das Wasserzeichen der Poesie oder Die Kunst und das Vergnügen, Gedichte zu lesen. (sub pseudonimul Andreas Thalmayr), 1985

Film
- Durruti – Biographie einer Legende. (Buch, Regie, Produktion), 1972

Diverse
- El Cimarrón, Libretto zum Rezital. Musik (1969/70): Hans Werner Henze. UA: 1970 Berliner Festspiele
- Ein Philosophenstreit – Über die Erziehung und andere Gegenstände. Friedenauer Presse Berlin, 2004

Compuneri și articole de ziar (Selecție)
- Der Spiegel=Ein musikalisches Opfer. Über den Terror dauernder Beschallung und Berieselung, Jahr=1997|Nr=37
- Zugbrücke außer Betrieb. Die Mathematik im Jenseits der Kultur. Arhivat în 25 iunie 2013, la Wayback Machine. In: FAZ. 29. August 1998
- Ein seltsamer Krieg. Zehn Auffälligkeiten. In: FAZ. 14. April 1999
- Im Irrgarten der Intelligenz. Über den getesteten Verstand und den Unverstand des Testens. In: Neue Zürcher Zeitung. 11. November 2006

Traducere
- Gedichte de Stanley Moss. Hanser, München 2010, ISBN 978-3-446-23563-2